# Napoleon Chagnon
Napoleon Alphonseau Chagnon (Port Austin, Michigan, 27 d'agost de 1938 - Traverse City, Michigan, 21 de setembre de 2019) va ser un antropòleg cultural estatunidenc, professor d'antropologia sociocultural a la Universitat de Missouri a Columbia i membre de l'Acadèmia Nacional de Ciències dels Estats Units. Chagnon era conegut pel seu treball de camp etnogràfic a llarg termini entre els ianomamö, una societat tribal d'indígenes de l'Amazònia, en què utilitzava un enfocament evolutiu per entendre el comportament social en termes de relació genètica. El seu treball es va centrar en l'anàlisi de la violència entre els pobles tribals i, mitjançant anàlisis socio-biològiques, va avançar l'argument que la violència entre els ianomami es basa en un procés evolutiu en el qual els guerrers amb èxit tenen més descendència. La seva etnografia de 1967 Yanomamö: The Fierce People es va convertir en un èxit de vendes i sovint s’assigna en cursos d’introducció a l’antropologia.
Els admiradors el van descriure com un pioner de l'antropologia científica. Chagnon va ser anomenat "l'antropòleg més controvertit" als Estats Units en un perfil de la revista New York Times anterior a la publicació del llibre més recent de Chagnon, Noble Savages: My Life Among Two Dangerous Tribes - the Yanomamö and the Anthropologists, una memòria.

## Primers anys
Chagnon va néixer a Port Austin, Michigan, i era el segon de dotze fills. Després de matricular-se al Michigan College of Mining and Technology el 1957, es va traslladar a la Universitat de Michigan després del seu primer any i allí es va llicenciar el 1961, va obtenir un màster el 1963 i un doctorat el 1966 sota la tutela de Leslie White. Basant-se en disset mesos de treball de camp començats el 1964, la tesi de Chagnon examinava la relació entre el parentiu i l'organització social de les viles ianomamö.

## Carrera
Chagnon va ser conegut sobretot pel seu treball de camp etnogràfic entre els ianomami, indígenes amazònics que viuen a la zona fronterera entre Veneçuela i Brasil. Treballant principalment a la capçalera dels rius Siapa i Mavaca, a Veneçuela, va realitzar treballs de camp des de mitjans dels anys seixanta fins a la segona meitat dels anys noranta. Segons Chagnon, quan va arribar es va adonar que les teories que li havien ensenyat durant la seva formació tenien deficiències, perquè contràriament al que van predir, les incursions i les lluites, sovint per dones, era endèmica. A causa de les seves preguntes contínues, Chagnon va ser sobrenomenat "abella molesta" pels ianomamö. Un dels focus principals de la seva investigació va ser la recopilació de genealogies dels residents dels pobles que va visitar i, a partir d’aquestes, analitzaria patrons de relació, patrons matrimonials, cooperació i històries de patrons d’assentament. Chagnon considerava que el grau de parentiu era important per a la formació d’aliances en les interaccions socials, inclòs el conflicte.
Els mètodes d'anàlisi de Chagnon són considerats àmpliament com influïts per la sociobiologia. Tal com ho va descriure Chagnon, la societat ianomamö produïa ferotgia, perquè aquest comportament va afavorir l'èxit reproductiu masculí. Les genealogies van mostrar que els homes que mataven tenien més dones i fills que els homes que no mataven. A nivell dels pobles, les poblacions guerreres es van expandir a costa dels seus veïns. La postura de Chagnon sobre un vincle entre l'èxit reproductiu i la violència va posar en dubte la perspectiva sociocultural que les cultures es construeixen a partir de l'experiència humana. Una controvèrsia duradora sobre l'obra de Chagnon s'ha descrit com un microcosmos del conflicte entre antropologia biològica i sociocultural.
L'etnografia de Chagnon, Yanomamö: The Fierce People, es va publicar el 1968 i va arribar a diverses edicions, venent prop d'un milió d'exemplars. S’utilitza habitualment com a text a les classes d'introducció a l'antropologia a nivell universitari, cosa que el converteix en un dels textos antropològics més venuts de tots els temps. Chagnon també va ser pioner en el camp de l'antropologia visual. Va col·laborar amb el cineasta etnogràfic Tim Asch i va produir una sèrie de més de vint pel·lícules etnogràfiques que documentaven la vida dels ianomamö. La pel·lícula etnogràfica The Axe Fight, que mostra una lluita entre dos grups ianomami i l’analitza en relació amb les xarxes de parentiu, es considera un clàssic en la producció de pel·lícules etnogràfiques.
El 2012 va ser elegit a l'Acadèmia Nacional de Ciències dels Estats Units. Marshall Sahlins, que era un crític important de Chagnon, va abandonar l'Acadèmia, citant la inducció de Chagnon com una de les raons de la seva marxa.
Chagnon va morir el 21 de setembre de 2019 als 81 anys.

## Controvèrsies

### Darkness in El Dorado
El 2000 Patrick Tierney, al seu llibre Darkness in El Dorado, va acusar Chagnon i el seu company James V. Neel, entre altres coses, d’aguditzar una epidèmia de xarampió entre els ianomamö. Grups d'historiadors, epidemiòlegs, antropòlegs i cineastes, que tenien coneixement directe dels fets, van investigar les afirmacions de Tierney. Aquests grups finalment van rebutjar les pitjors acusacions sobre l'epidèmia de xarampió. En el seu informe, que va ser anul·lat posteriorment, un grup de treball de l'American Anthropological Association (AAA) va criticar certs aspectes de l'obra de Chagnon, com el seu retrat dels ianomamö i les seves relacions amb funcionaris del govern veneçolà.
L'AAA va convocar el grup de treball el febrer del 2001 per investigar algunes de les denúncies formulades al llibre de Tierney. El seu informe, emès per l'AAA el maig del 2002, afirmava que Chagnon havia representat els ianomamö de maneres nocives i que en alguns casos no va aconseguir el consentiment adequat del govern i dels grups que va estudiar. No obstant això, el grup de treball va declarar que no hi havia cap suport a la afirmació que Chagnon i Neel van introduir una epidèmia de xarampió. Tanmateix, al juny del 2005, l'AAA va votar dos contra un per rescindir l'acceptació de l'informe del 2002, assenyalant que "tot i que l'acció del Comitè executiu no acabarà, amb tota probabilitat, el debat sobre els estàndards ètics dels antropòlegs, tracta de reparar els danys causats a la integritat de la disciplina en el cas El Dorado".
La majoria de les denúncies formulades a Darkness in El Dorado van ser rebutjades públicament per l'oficina del Provost de la Universitat de Michigan el novembre del 2000. Per exemple, les entrevistes en què es basava el llibre provenien de membres dels salesians de Don Bosco, una congregació de l'Església catòlica, a qui Chagnon havia criticat i enfurismat.
Alice Dreger, historiadora de la medicina i la ciència, va concloure després d'un any d'investigació que les afirmacions de Tierney eren falses i que l'American Anthropological Association era còmplice i irresponsable a l'hora d'ajudar a difondre aquestes falsedats i de no protegir els "erudits dels càrrecs infundats i sensacionalistes".

### Crítiques antropològiques del seu treball
El treball de Chagnon amb els ianomamö va ser àmpliament criticat per altres antropòlegs. Els antropòlegs van criticar tots dos aspectes dels seus mètodes d'investigació, així com l'enfocament teòric, i les interpretacions i conclusions que va treure de les seves dades. El més controvertit va ser la seva afirmació que la societat ianomamö és particularment violenta i la seva afirmació que aquesta característica de la seva cultura es basa en diferències biològiques que són el resultat de la selecció natural.
L'antropòleg Brian Ferguson va argumentar que la cultura ianomamö no és especialment violenta i que la violència que existeix és en gran part el resultat de reconfiguracions sociopolítiques de la seva societat sota la influència de la colonització. Bruce Albert va rebutjar la base estadística de les seves afirmacions segons les quals els homes ianomamö més violents tenen més fills. Altres van qüestionar l'ètica inherent a pintar un grup ètnic com a salvatges violents, assenyalant que la representació de Chagnon dels ianomamö com a tal trenca amb l'ètica tradicional de l'antropologia de tractar de descriure les societats estrangeres amb simpatia, i van argumentar que les seves representacions donaven lloc a una major hostilitat i racisme contra els ianomamö per colons a la zona. Emily Eakin va rebutjar que Albert "no pot demostrar una connexió directa entre els escrits de Chagnon i la política índia del govern" i que la idea que els científics suprimeixin informació poc afalagadora sobre els seus subjectes és preocupant i dona suport a la idea que la noviolència és un requisit previ per protegir els ianomamö.
L'antropòleg Marshall Sahlins, un dels professors graduats de Chagnon, va criticar els mètodes de Chagnon, assenyalant que Chagnon va reconèixer haver participat en un comportament desagradable per als seus informants en no participar en les obligacions de compartir aliments. Sahlins va afirmar que el comerç d'armes d'acer de Chagnon per mostres de sang i informació genealògica equivalia a "instigació de participants" que fomentava la competència econòmica i la violència. Per acabar, Sahlins va argumentar que les publicacions de Chagnon, que sostenen que els homes violents ianomamö tenen avantatges reproductius, van fer suposicions falses en designar assassins i ometre altres variables que expliquen l'èxit reproductiu. El 2013, Sahlins va renunciar a l'Acadèmia Nacional de Ciències, en part en protesta per l'elecció de Chagnon al cos. Altres investigadors del ianomamö, com Brian Ferguson, van argumentar que el mateix Chagnon va contribuir a augmentar la violència entre els ianomamö oferint matxets, destrals i escopetes a grups seleccionats per obtenir la seva cooperació. Chagnon va dir que eren sacerdots salesians locals els que subministraven armes als ianomamö i que després les utilitzaven per matar-se entre ells.
En la seva autobiografia, Chagnon va afirmar que la majoria de les crítiques a la seva obra es basaven en una ideologia postmoderna i anticientífica que va sorgir dins de l'antropologia, en què un estudi acurat de tribus aïllades va ser substituït en molts casos per una incidència política explícita que negava aspectes menys agradables de la cultura ianomamö, com ara la guerra, la violència domèstica i l'infanticidi. Chagnon va afirmar que gran part de la seva obra va soscavar la idea del "noble salvatge", un estereotip romanticitzat dels pobles indígenes que viuen en sincronia amb la natura i que no són corromputs per la civilització moderna. Chagnon també va afirmar que les seves creences sobre la sociobiologia i la selecció de parents eren mal interpretades i mal enteses, de manera similar a un rebuig a les explicacions científiques i biològiques de la cultura dins de l’antropologia.
Com a resultat de la controvèrsia i les suposades pràctiques poc ètiques amb els ianomami, a Chagnon se li va prohibir oficialment estudiar els ianomami i tornar a entrar al seu territori a Veneçuela.

## Obra escrita

### Llibres
- Chagnon, Napoleon A. Yanomamö: The Fierce People, 1968..
- Chagnon, Napoleon A. Studying the Yanomamö.  Holt, Rinehart & Winston, 1974..
- Chagnon, Napoleon A. Yanomamo – The Last Days of Eden, 1992..
- Chagnon, Napoleon A; Cronk, Lee; Irons, William. Adaptation and Human Behavior: An Anthropological Perspective, 2002..
- Chagnon, Napoleon. Noble Savages: My Life Among Two Dangerous Tribes – The Yanomamö and the Anthropologists.  Nova York: Simon and Schuster, 2013. ISBN 978-0684855110.

### Capítols de llibres
- Chagnon, Napoleon A. «Yanomamö social organization and aggression». A: War; the Anthropology of Armed Conflict and Aggression.  Garden City, 1986.
- Chagnon, Napoleon A. «Chronic Problems in Understanding Tribal Violence and Warfare». A: Willey & Chichester. Genetics of Criminal and Antisocial Behavior.  Ciba Foundation Symposium, 1995.
- Chagnon, Napoleon A. «Tribal social organization and genetic microdifferentiation». A: Structure of human populations.  Oxford, 1972.
- Chagnon, Napoleon A. «Daily life among the Yanomamo». A: You and others, 1973.
- Chagnon, Napoleon A. «Yanomamo social organization and warfare». A: Explorations in Anthropology.  Crowell, 1973.
- Chagnon, Napoleon A. «The culture-ecology of shifting (pioneering) cultivation among the Yanomamo Indians». A: International Congress of Anthropological and Ethnological Sciences.  Garden City, 1973.
- Chagnon, Napoleon A. «Yanomamo – the fierce people». A: Man's many ways.  Harper & Row, 1977.
- Chagnon, Napoleon A. «Yanomamo warfare». A: Anthropology full circle.  Prager, 1977.
- Chagnon, Napoleon A. «Is Reproductive Success Equal in Egalitarian Societies?». A: Evolutionary Biology and Human Social Behavior.  Duxbury, 1979.
- Chagnon, Napoleon A. «Mate Competition, Favoring Close kin, and Village Fissioning Among the Yanomamö Indians». A: Evolutionary biology and human social behavior.  Duxbury, 1979.
- Chagnon, Napoleon A. «Anthropology and the Nature of Things». A: Biology and the Social Sciences.  Westview, 1982.
- Chagnon, Napoleon A. «Sociodemographic Attributes of Nepotism in Tribal Populations: Man the Rule-Breaker». A: Current problems in sociobiology.  Cambridge University Press, 1982.
- Chagnon, Napoleon A; Ayers, M; Neel, JV; Weitkamp, L. «The influence of cultural factors on the demography and pattern of gene flow from the Makiritare to the Yanomama indians». A: Man and nature: studies in the evolution of the human species.  Random House, 1975.
- Chagnon, Napoleon A; Bugos, PE. «Kin selection and conflict: an analysis of a Yanomamö ax fight». A: Evolutionary biology and human social behavior.  Duxbury Press, 1979.
- Chagnon, Napoleon A; Flinn, MV; Melancon, TF. «Sex-ratio variation among the Yanomamö Indians». A: Evolutionary Biology and Human Social Behavior.  Duxbury Press, 1979.

### Articles a diaris
- Chagnon, Napoleon A «Yanomamo – the fierce people». Natural History, LXXVII, 1967a, p. 22–31.
- Chagnon, Napoleon A «Yanomamö Social Organization and Warfare». Natural History, LXXVI, 1967b, p. 44–48.
- Chagnon, Napoleon A «The Culture-Ecology of Shifting (Pioneering) Cultivation Among The Yanomamö Indians». International Congress of Anthropological and Ethnological Sciences, 3, 1968a, p. 249–55.
- Chagnon, Napoleon A «The feast». Natural History, LXXVII, 1968b, p. 34–41.
- Chagnon, Napoleon A «Ecological and Adaptive Aspects of California Shell Money». Annual Report of the UCLA Archaeological Survey, 12, 1970, p. 1–25.
- Chagnon, Napoleon A. «The culture-ecology of shifting (pioneering) cultivation among the Yanomamo Indians». A: International Congress of Anthropological and Ethnological Sciences.  Garden City, 1973.
- Chagnon, Napoleon A «Genealogy, Solidarity and Relatedness: Limits to Local Group Size and Patterns of Fissioning in an Expanding Population». Yearbook of Physical Anthropology, 19, 1975, p. 95–110.
- Chagnon, Napoleon A «Yanomamo, the true people». National Geographic Magazine, 150, 1976, p. 210–23.
- Chagnon, Napoleon A «Highland New Guinea models in the South American lowlands». Working Papers on South American Indians, 2, 1980, p. 111–30.
- Chagnon, Napoleon A «Doing fieldwork among the Yanomamo». Contemporary Anthropology, 1981, p. 11–24.
- Chagnon, Napoleon A «Life Histories, Blood Revenge, and Warfare in a Tribal Population». Science, 239, 4843, 1988, p. 985–92. DOI: 10.1126/science.239.4843.985.
- Chagnon, Napoleon A «Yanomamö survival». Science, 244, 4900, 1989, p. 11. DOI: 10.1126/science.244.4900.11.
- Chagnon, Napoleon A «On Yanomamö violence: reply to Albert». Current Anthropology, 31, 1990, p. 49–53. DOI: 10.1086/203802.
- Chagnon, Napoleon A; Ayres, M; Neel, JV; Weitkamp, L «The influence of cultural factors on the demography and pattern of gene flow from the Makiritare to the Yanomama indians». American Journal of Physical Anthropology, 32, 3, 1970, p. 339–49. DOI: 10.1002/ajpa.1330320304.
- Chagnon, Napoleon A; Hames, RB «Protein Deficiency and Tribal Warfare in Amazonia: New Data». Science, 203, 4383, 1979, p. 910–13. DOI: 10.1126/science.570302.
- Chagnon, Napoleon A; Le Quesne, P; Cook, JM «Yanomamö Hallucinogens: Anthropological, Botanical, and Chemical Findings». Current Anthropology, 12, 1971, p. 72–74. DOI: 10.1086/201170.
- Chagnon, Napoleon A; Margolies, L; Gasparini, G; Hames, RB «Parentesco, demografia, patrones de inversion de los padres y el uso social del espacio arquitectonico entre los Shamatari-Yanomamo del TF Amazonas: informe preliminar» (en castellà). Boletin Indigenista Venezolano, 21, 1982–83, p. 171–225.